# Lumphanan
Lumphanan är en by i Aberdeenshire i Skottland. Byn är belägen 135,2 km 
från Edinburgh. Orten har 550 invånare (2016).